# Церква на Штайнгофі
Церква на Штайнгофі (нім. Kirche am Steinhof, також церква Святого Леопольда) — храм латинського обряду розміщений на території шпиталю Отто Вагнера в 14 районі Відня — Пенцінг, Австрія. Церква була побудована в 1904—1907 роках за проєктом Отто Вагнера і вважається однією з найважливіших сакральних споруд Віденської сецесії.
Будівля церкви розміщена на висоті 310 м над рівнем моря на схилах 450 метрової гори Віденського лісу, за 9 км від центру Відня. Церква стоїть посеред лісу, у середині приміського лікарняного комплексу, який займає площу 100 гектарів. Щоб дійти до неї пішки, треба подолати довгий і важкий шлях.

## Історія

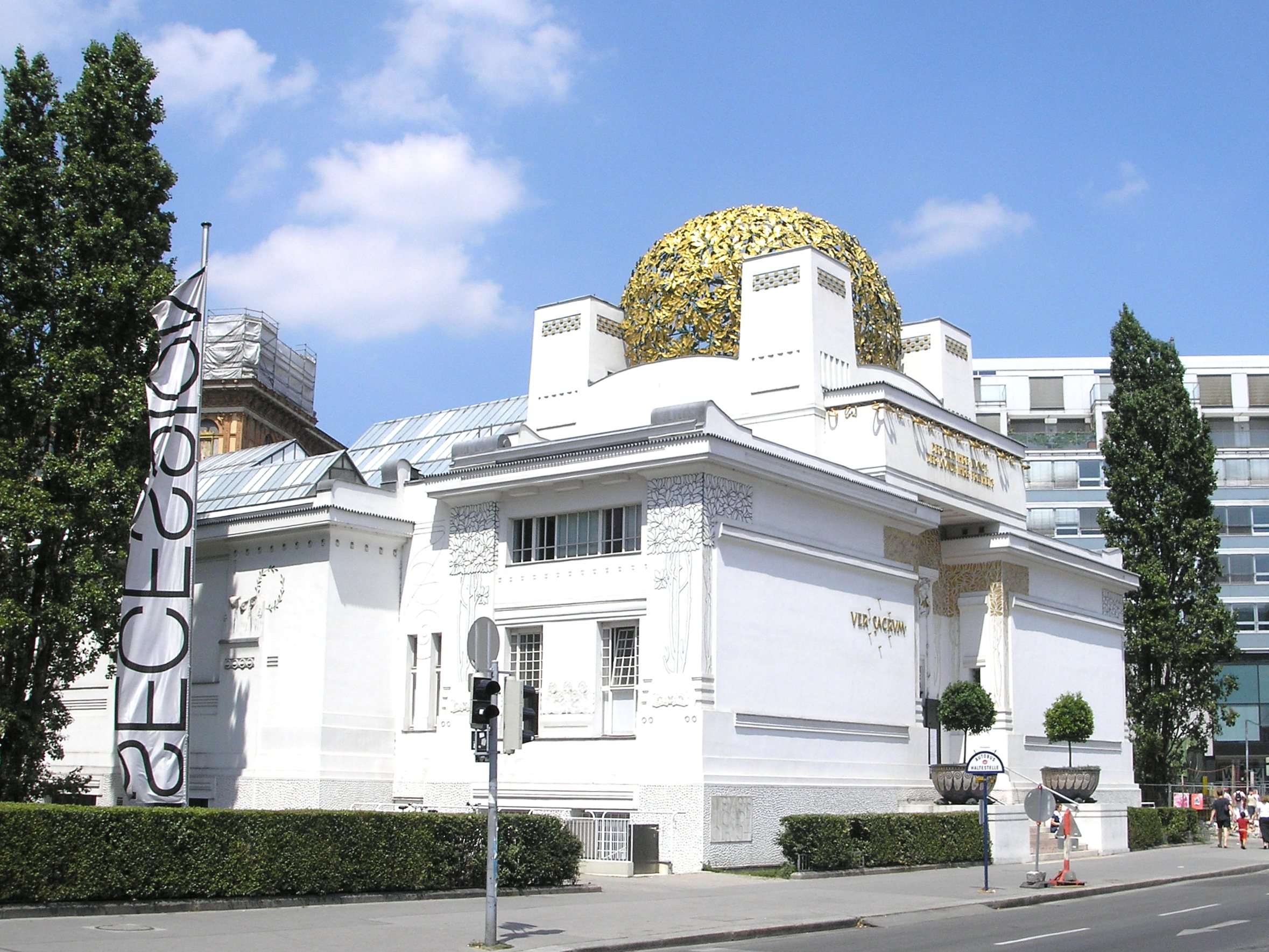
Палац Віденської сецесії

У 1902 році Отто Вагнер виграв перший приз у конкурсі на будівництво психіатричної лікарні в Гюттельдорфі, однак він побудував лише церкву Святого Леопольда, яка тепер вважається однією з найважливіших церков ХХ століття.

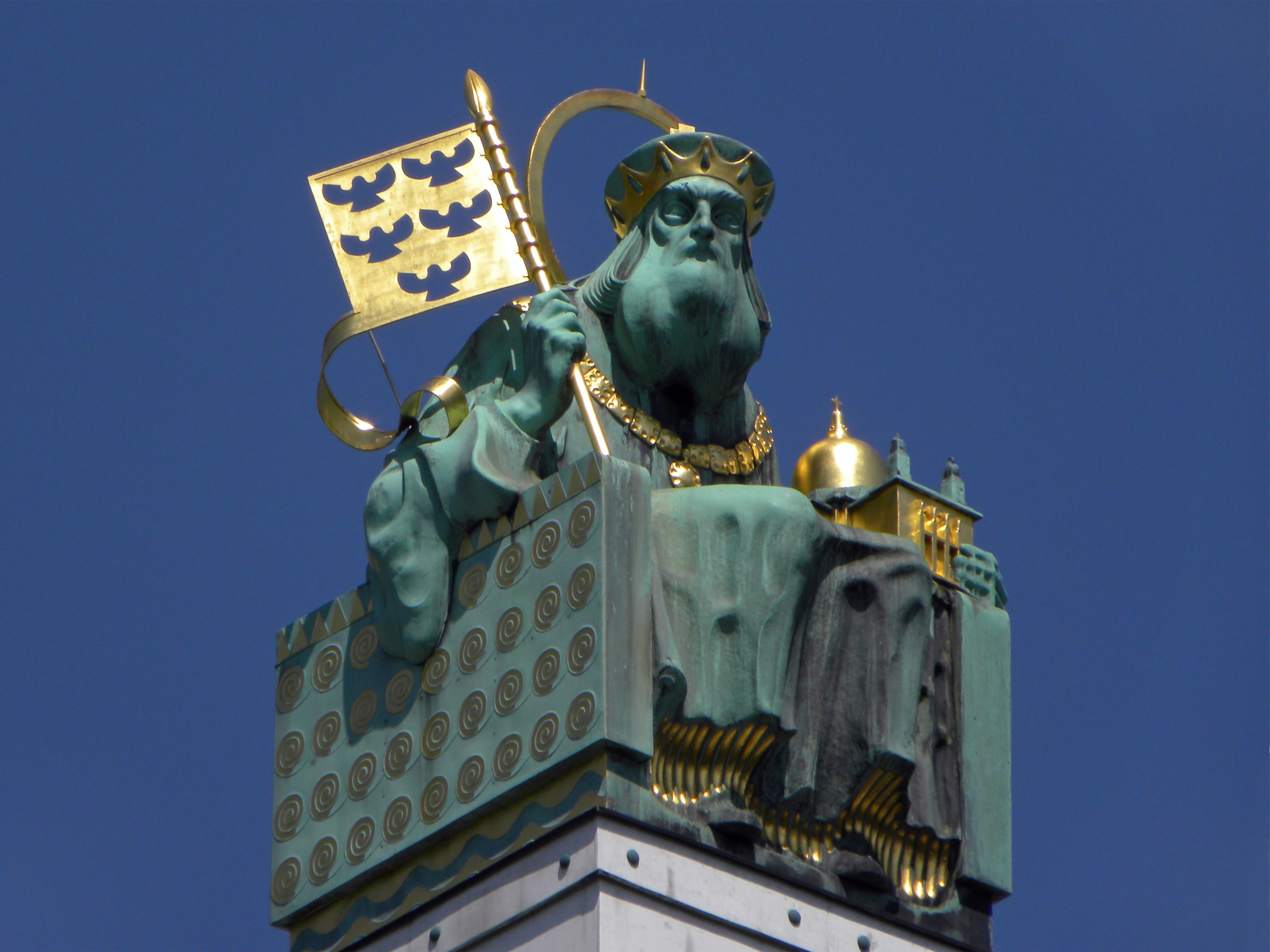
Святий Леопольд

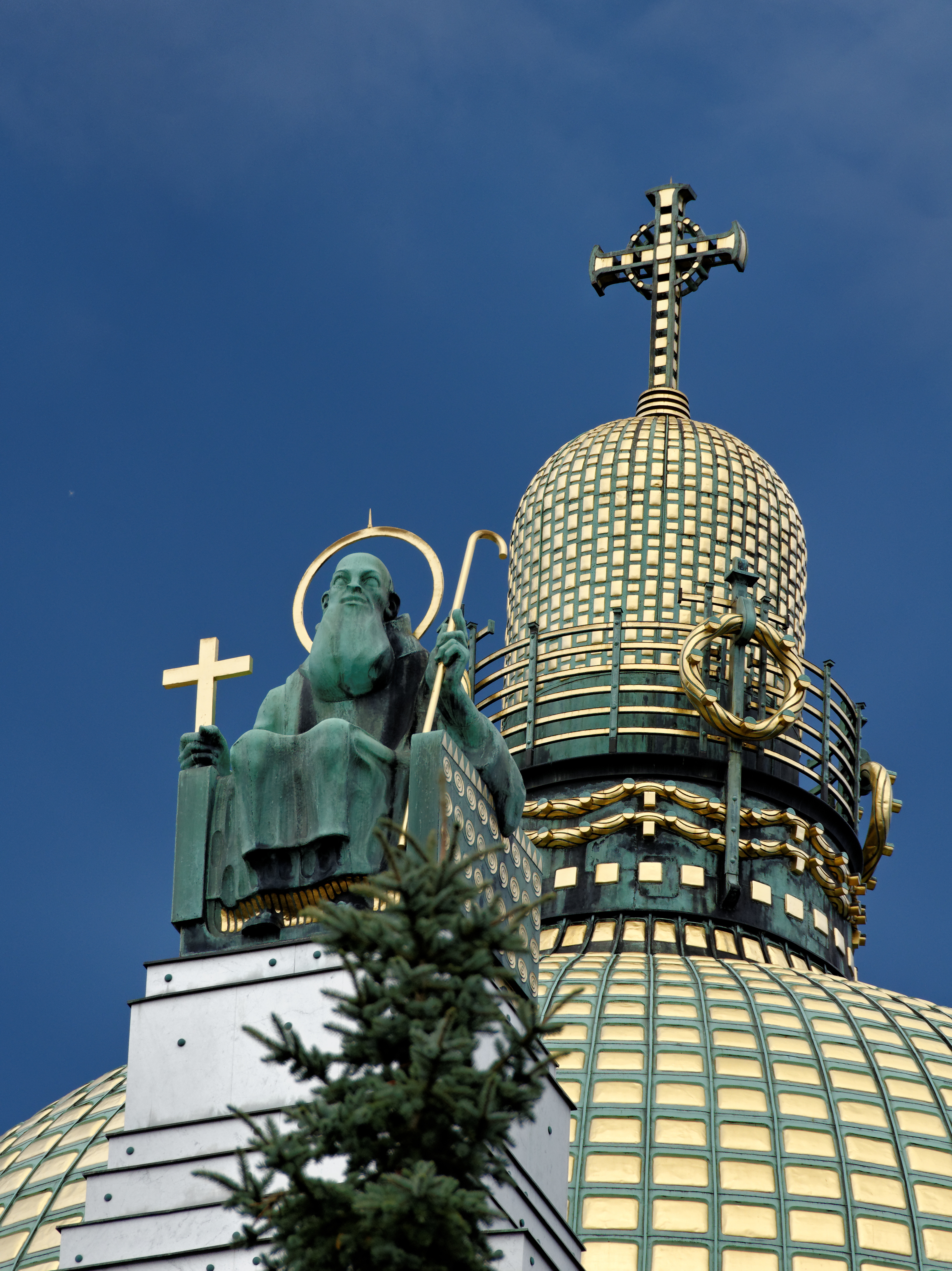
Святий Северин

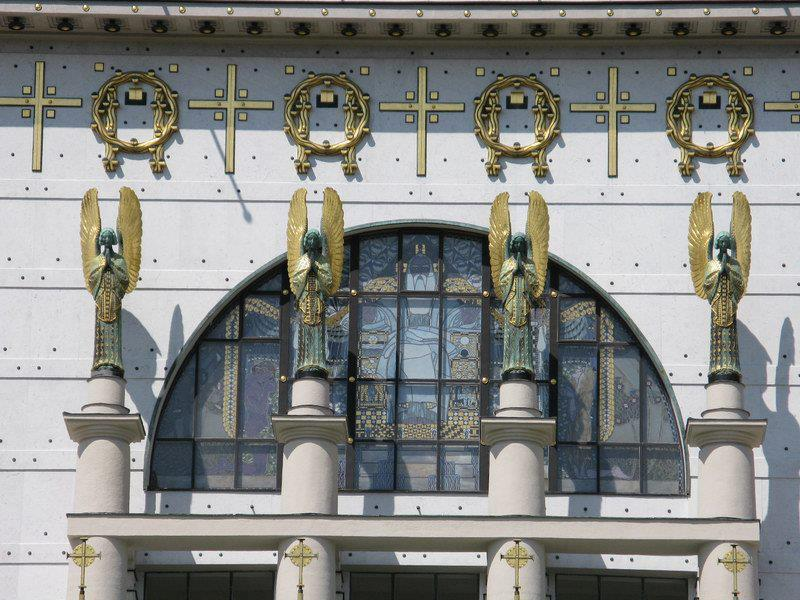
Ангели над входом

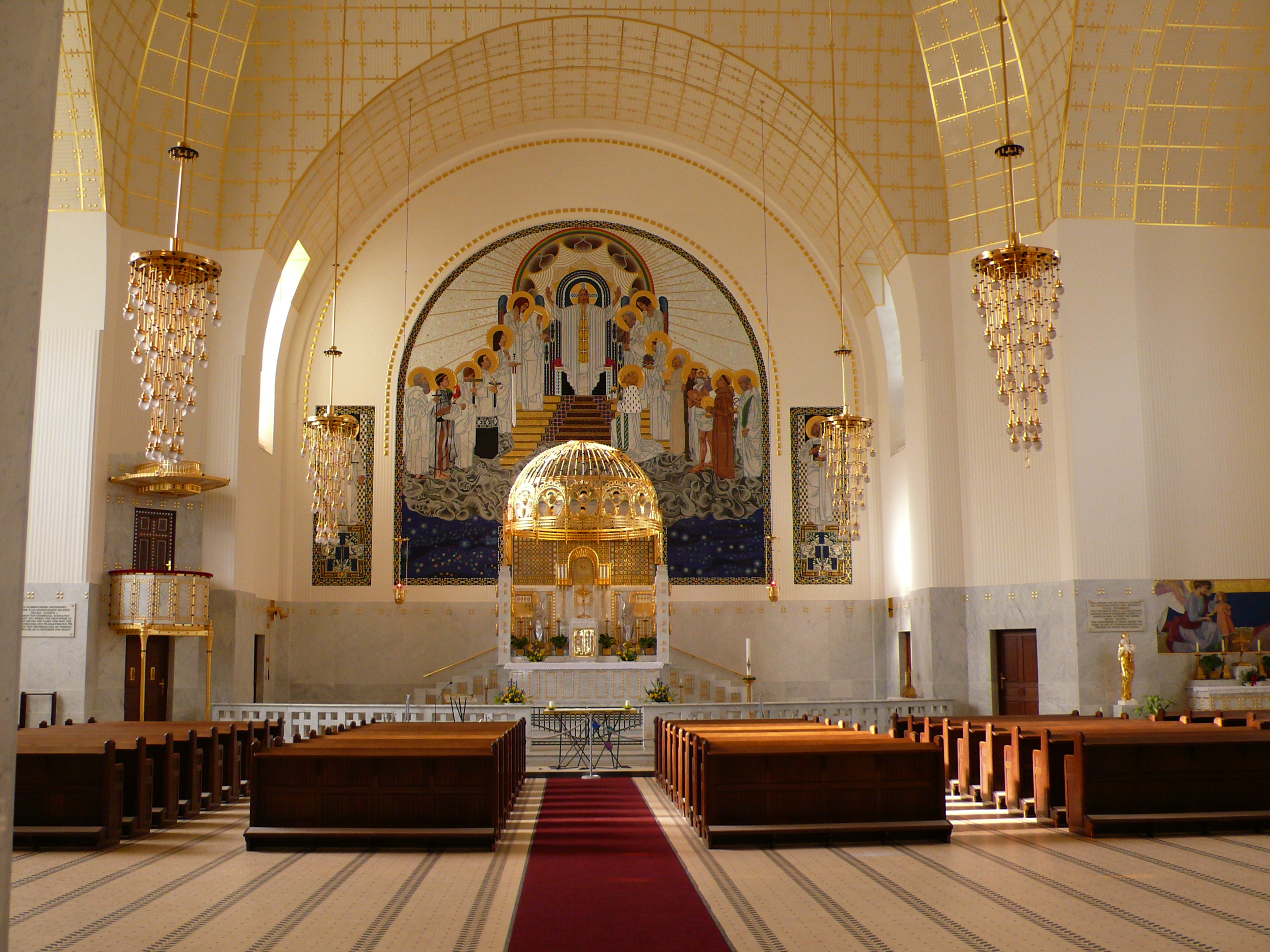
Інтер'єр церкви

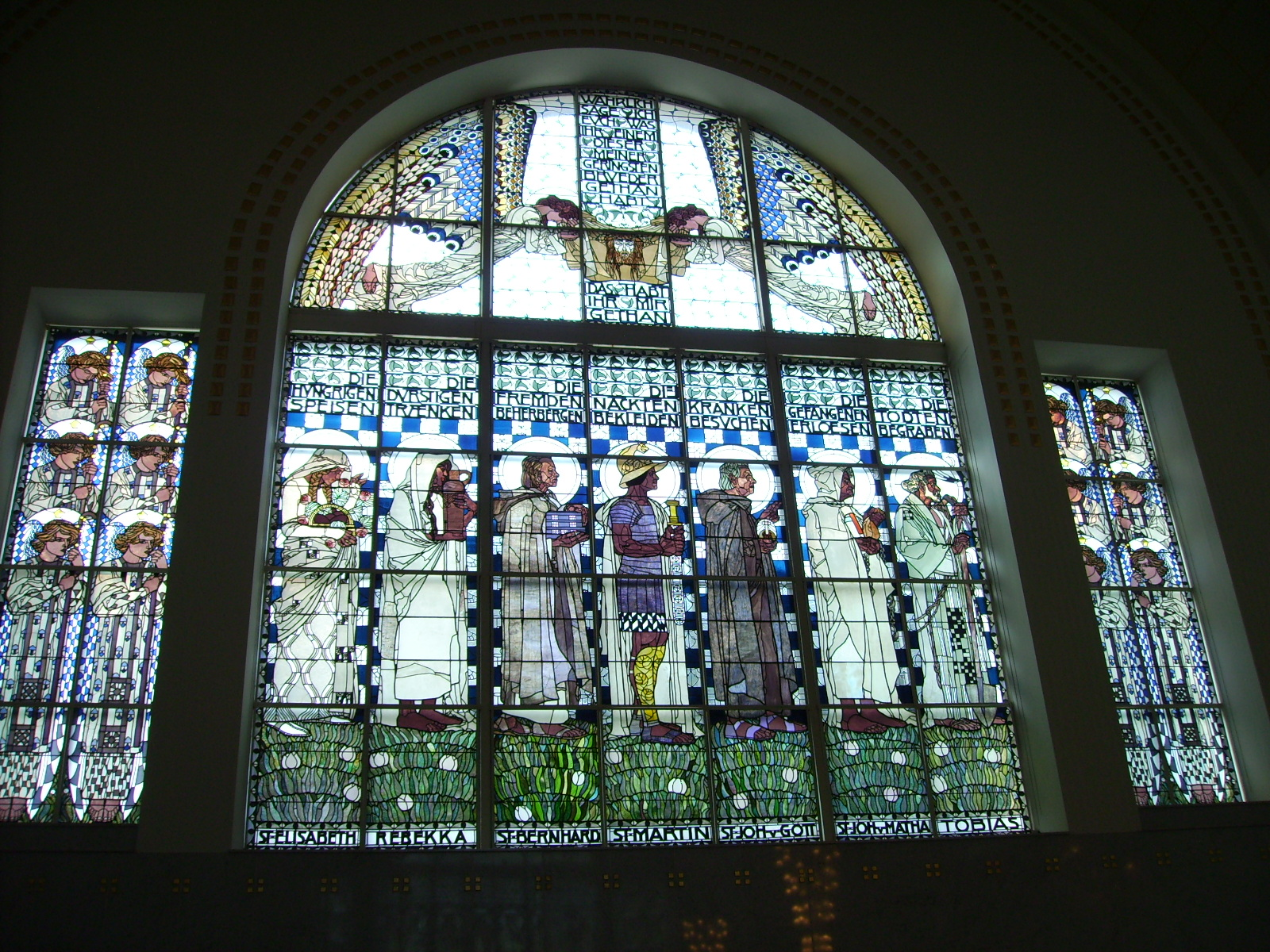
Вітраж

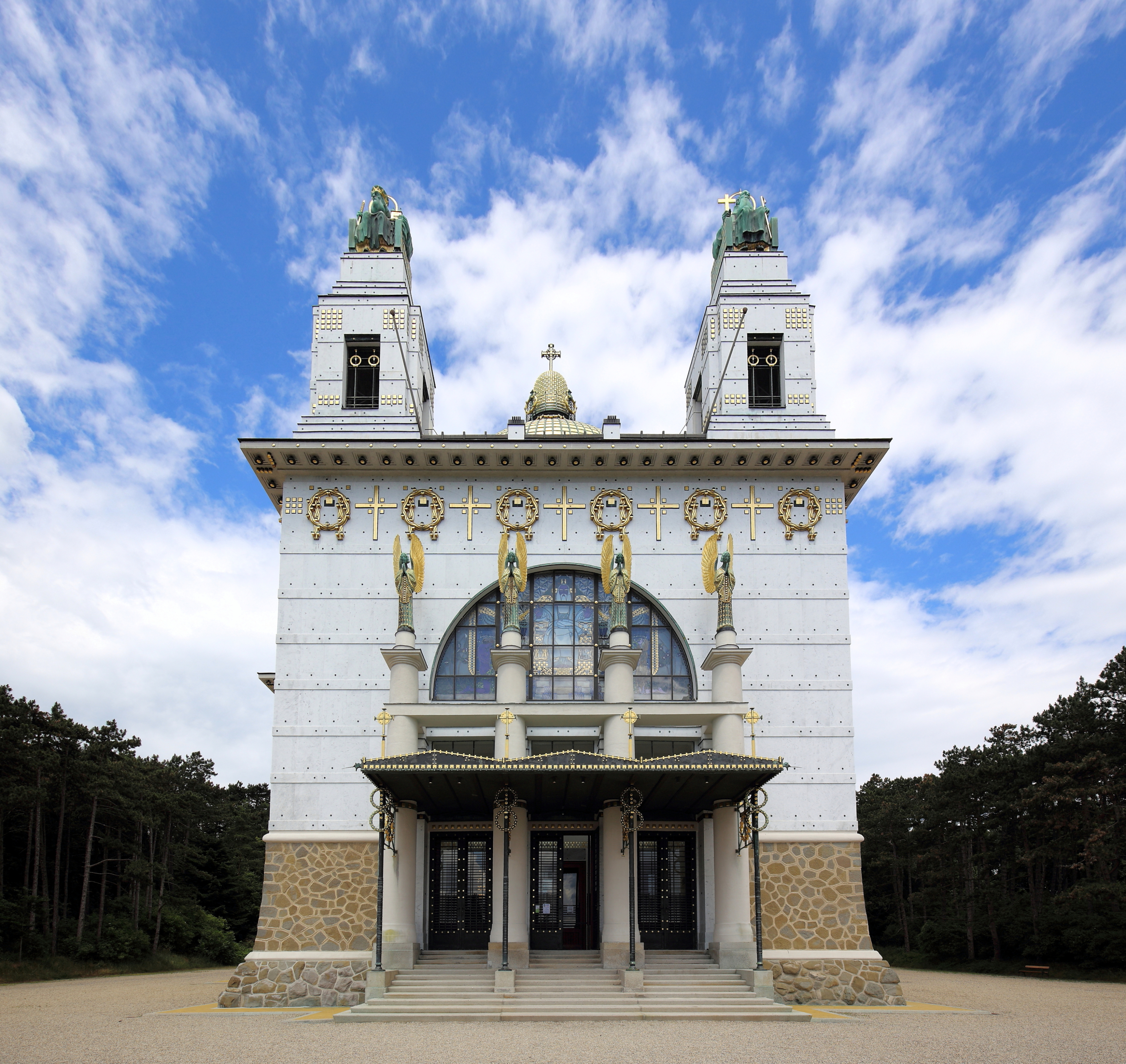
Фасад церкви

Макет проєкту церкви був виставлений у 1903 році під час 23-ї виставки в палаці Віденської сецесії. Будівництво розпочалося в червні 1905 року. Отто Вагнерові допомагали два інші архітектори, Отто Шенталь і Марсель Каммерер, і багато визначних майстрів: Коломан Мозер (вітражі та мозаїки); Отмар Шимковиць (статуї чотирьох ангелів над головним входом); Ріхард Лукш (дві скульптури святих покровителів Австрії — Святого Леопольда і Святого Северина, виготовлені з бронзи). Фасад будівлі облицьований двосантиметровими плитами з каррарського мармуру. Підлога покрита білою та чорною плиткою. Церкву прикрашають безліч металевих елементів — болтів і шпильок, які залишені відкритими.
Інтер'єр церкви в білих і золотих кольорах складається з єдиної нави, у ній можуть розміститися 800 вірян, у тому числі є 400 сидячих місць. Купол прикрашений зображеннями чотирьох євангелістів: Матвія, як людини; Марка, як лева; вола для Луки і орла для Івана. Вітражі завдяки використанню синіх і фіолетових тонів заважають проникненню надто яскравого світла. Барвиста мозаїка Форстера, розміщена за вівтарем, зображає сцену прийому душ на небесах. Серед святих — зображення Святої Димфни, покровительки душевних хвороб. Церква обладнана туалетами та є приміщення швидкої допомоги.
Церква побудована у формі грецького хреста, з віссю Північ-Південь, увінчана куполом, що покритий позолоченими мідними листами і завершується золотим хрестом. Купол стягується металевим кільцем, яке протидіє бічному розтягові, тому він не має звичайних опор. Вхід до церкви з південної сторони здійснюється через троє дверей: для жінок, для чоловіків і для хворих. Над монументальним портиком стоять чотири фігури ангелів. Фасад також має на своїй верхівці дві великі вежі, кожна з яких завершена статуєю святого.
Церква була відкрита 8 жовтня 1907 року. Та лише в 1913 році був завершений живопис вівтаря Леопольдом Форстером за проєктом Реміуса Гейлінга.

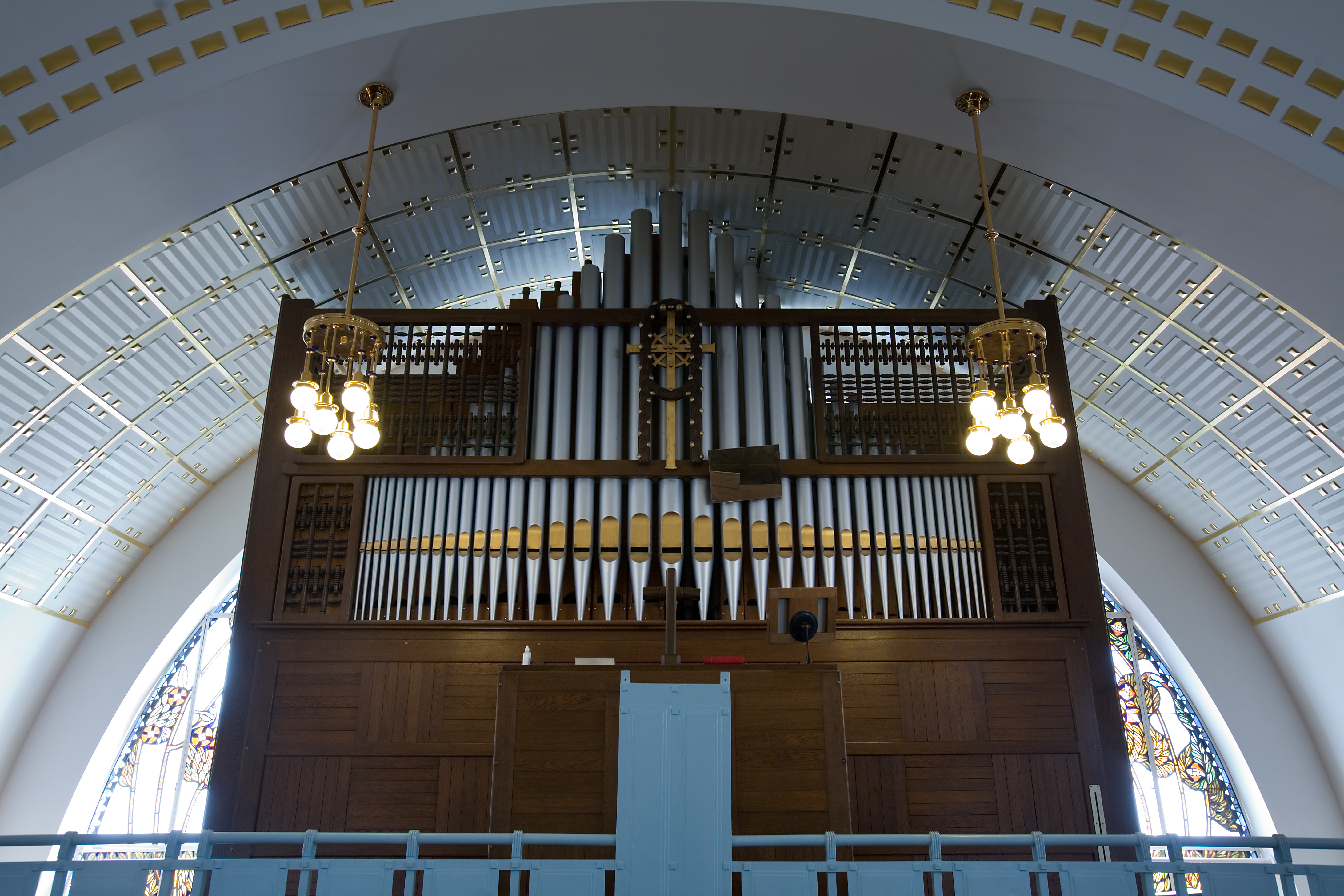
Орган

Після завершення будівництва церква була доступна тільки для співробітників притулку, його пацієнтів та їх сімей. Тільки в 1981 році лікарня погодилася відкрити церкву для громадськості, але лише один день на тиждень. Тут відбуваються також обряди одруження та хрещення.